# 聖モニカ
モニカ（Monica, 331年 - 387年）は、ヒッポの司教アウグスティヌスの母で、古代キリスト教会三賢母の一人。キリスト教の聖人としてカトリック教会・聖公会・ルーテル教会・正教会で崇敬されている。母子とも聖人となった彼女の記念日は8月27日であり、これは息子のアウグスティヌスの記念日8月28日の前日にあたっている。

## 生涯
モニカは北アフリカのタガステ（現在のアルジェリア）で厳格なキリスト教の家庭に生まれ育った。長じてパトリキウスという異教徒の男性と結婚し、アウグスティヌスらを産んだが、夫の暴力や浮気性に悩まされた。さらに息子のアウグスティヌスが成長して放蕩生活を始めたことにも悩み、夫と息子の回心のために祈る日々が続いた。特にアウグスティヌスは身分の低い女性と同棲し、子どもまでもうけていたため、二人を別れさせて身分の高い女性と正式な結婚をさせたいと考えていた。

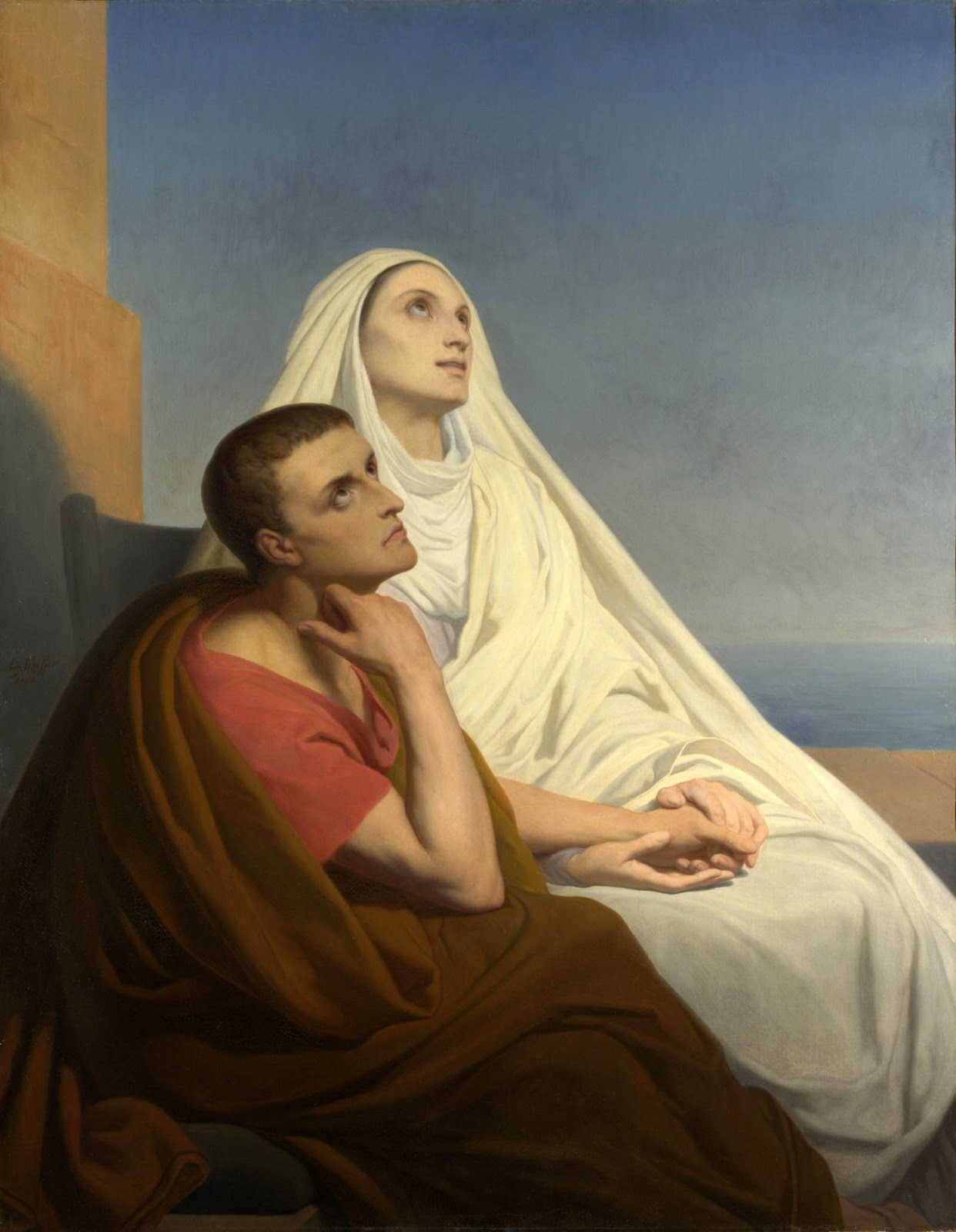
聖アウグスティヌスと聖モニカ（アリ・シェフェール作、1846年）

この祈りが届いたのか、夫は死の前年に回心してキリスト教徒となった。夫の死後、息子を追ってイタリアに渡っていたモニカは親子共にミラノ司教であったアンブロジウスの知己となり、大きな影響を受けた。ここでアウグスティヌスはアンブロジウスから洗礼を受けた。モニカには息子のアウグスティヌスがキリスト教に改宗し、放蕩な生活を悔い改めたことがうれしかった。アウグスティヌスの回心のためにモニカが悩み、その回心が果たされたことを喜ぶさまはアウグスティヌスの著書『告白』に感動的に描かれている。息子の洗礼後ほどなくしてモニカはオスティアで没した。アウグスティヌスは『告白』で母の姿を「きわめて感動的に述べ」、母子の「稀有な霊的交わり」と評されている。
モニカは東西教会の両方で、異教徒の夫をもったキリスト教徒女性の模範にして守護聖人として尊ばれている。さらに夫を亡くした婦人や既婚女性全般、ドメスティックバイオレンス被害者の守護聖人でもある。また『告白』によれば幼年期に酒をたしなむくせがあったのを下女にとがめられてやめたことから、アルコール使用障害患者の守護聖人ともされている。これは夫や子どものために悩み苦しみ、祈る母というモニカの姿が時代を超えて人々の共感を得るものとなっている証左ともいえる。
アメリカ合衆国・カリフォルニア州・ロサンゼルス郡の西部に位置する市サンタモニカ（Santa Monica）は、彼女に由来する。